# Michael Caine
Sir Michael Caine, CBE (n. 14 martie 1933, Londra ca Maurice Joseph Micklewhite Jr.) este actor, producător și autor englez. Caine a apărut în peste 115 filme și este considerat un simbol al filmului englez.
Fostul Maurice Micklewhite și-a luat numele de ecran din filmul Revolta de pe Caine din 1954. Caine a devenit faimos în anii 1960, cu roluri principale în filme britanice precum Zulu (1964), The Ipcress File (1965), Alfie (1966), The Italian Job (1969) și Battle of Britain (1969). A fost nominalizat la premiul Oscar pentru Alfie.
În 1993, Caine a fost numit Comandor al Ordinului Imperiului Britanic (CBE), iar în 2000 a fost numit cavaler. În 2011 a fost numit Comandant al Ordinului Artelor și Literelor, cea mai înaltă onoare culturală din Franța.
Alături de Laurence Olivier, Paul Newman și Jack Nicholson, Caine este unul dintre cei patru actori bărbați care au fost nominalizați la un premiu Oscar pentru actorie în cinci decenii diferite.
Caine a fost autorul mai multor cărți best-seller: Acting in Film (1987), What’s It All About? (1993), The Elephant to Hollywood (2010).

## Filmografie parțială
- A Hill in Korea (1956)
- Foxhole in Cairo (1960)
- Blind Spot (1958)
- Zulu (1964)
- Dosarul Ipcress (film) (1965)
- Alfie (1966)
- Funeral in Berlin (1966)
- Gambit (1966)
- Oamenii din umbră (1967)
- Deadfall (1968)
- The Magus (1968)
- 1969 Joc murdar (Play Dirty), regia Andre De Toth
- The Italian Job (1969)
- 1969 Bătălia pentru Anglia (Battle of Britain), regia Guy Hamilton
- Prea târziu pentru eroi (1970)
- Get Carter (1971)
- Sleuth (1972)
- The Black Windmill (1974)
- The Man Who Would Be King (1975)
- The Eagle Has Landed (1976)
- A Bridge Too Far (1977)
- The Swarm (1978)
- California Suite (1978)
- Ashanti (1979)
- The Island (1980)
- Dressed to Kill (1980)
- The Hand (1981)
- Escape to Victory (1981)
- Deathtrap (1982)
- Educating Rita (1983)
- The Jigsaw Man (1983)
- Blame It on Rio (1984)
- The Holcroft Covenant (1985)
- Hannah and Her Sisters (1986)
- Mona Lisa (1986)
- The Fourth Protocol (1987)
- Dirty Rotten Scoundrels (1988)
- Mr. Destiny (1990)
- A Shock to the System (1990)
- The Muppet Christmas Carol (1992)
- Gheață albastră (1992)
- On Deadly Ground (1994)
- Little Voice (1998)
- The Cider House Rules (1999)
- Miss Congeniality (2000)
- The Quiet American (2002)
- Austin Powers in Goldmember (2002)
- Secondhand Lions (2003)
- Batman Begins (2005)
- Bewitched (2005)
- Children of Men (2006)
- The Prestige (2006)
- Flawless (2007)
- Sleuth (2007)
- The Dark Knight (2008)
- Is Anybody There? (2008)
- Harry Brown (2009)
- Inception (2010)
- Cars 2 (2011)
- The Dark Knight Rises (2012)
- Mr. Morgan's Last Love (2013)
- Now You See Me (2013)
- Interstellar (2014)
- Kingsman: The Secret Service (2015)
- Youth (2015)
- Ultimul vânător de vrăjitoare (2016)
- Going in Style (2017)
- King of Thieves (2018)
- Tenet (2020)
- Twist (2021)

## Premii
| Premii                         | Caștigate | Nominații |
| ------------------------------ | --------- | --------- |
| Academy Awards                 | 2         | 6         |
| BAFTA Awards                   | 1         | 8         |
| Golden Globe Awards            | 3         | 12        |
| Premiul Sindicatului Actorilor | 1         | 3         |

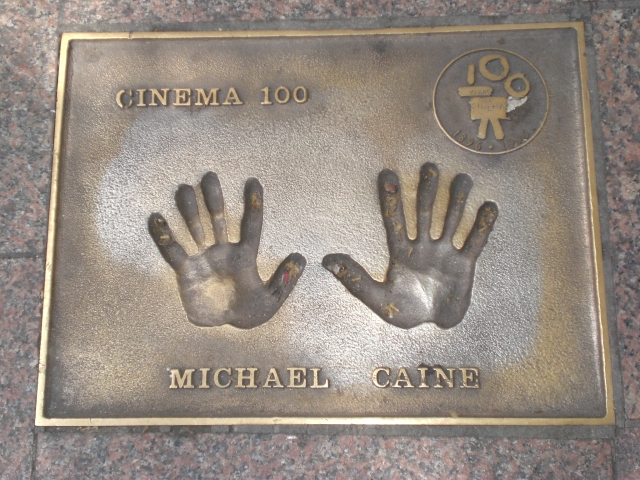
Amprentele mâinilor lui Michael Caine în Leicester Square
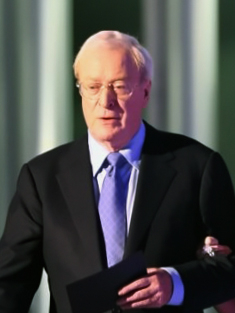
Michael Caine în 2008